# Brit Milá

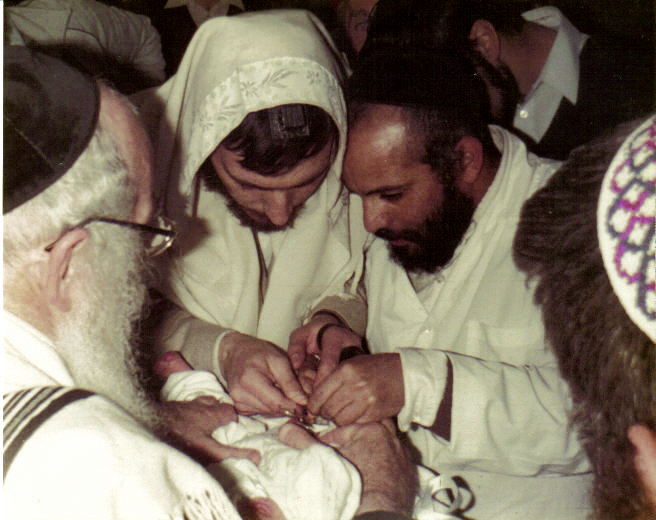
Ceremonia de la Brit Mila.

El Berit Milá (hebreo, בְּרִית מִילָה, "el pacto de la circuncisión", o B(e)rit a secas; los judíos askenazíes lo pronuncian "Bris") es la circuncisión ritual que se practica al varón judío al octavo día de haber nacido (octavo día), como símbolo del pacto (brit) entre Dios y Abraham, en Génesis 17:9-14. Según el Talmud (Tratado de Kidushín 29a:10), es un precepto a cumplir por el padre, como lo hizo Abraham con Isaac en Génesis. En la actualidad, el rito lo efectúa un mohel, "circuncidador" ritual especializado que no necesita ser médico ni rabino, pero sí una persona que respete los preceptos básicos como guardar el Shabat (Día Sabático) y comer kosher.
Se cree generalmente que la noción de Milá, vinculada como está a un pacto, se originó en el siglo VI a. C. y como resultado del exilio babilónico. Es casi seguro que la práctica carecía de este significado entre los judíos antes de este.
La fuente J (compuesta probablemente durante el siglo VII a. C.) del Pentateuco en Génesis 15 no menciona un pacto que tenga que ver con la práctica de la circuncisión. Es solo en la fuente P (compuesta probablemente durante el siglo VI a. C.) del Génesis 17, que la noción de circuncisión se asocia o vincula con un pacto. Esta forma de mutilación genital, conocida simplemente como Milá, fue adoptada en el judaísmo del Segundo Templo y fue la forma predominante hasta el siglo II d. C. Era un corte o incisión ritual en el acropostión: la parte del prepucio que sobresale del glande del pene.
Para el período de los Macabeos, muchos hombres judíos intentaron ocultar sus circuncisiones por medio del proceso de epispasmo debido a las circunstancias del período. Los genitales intactos, incluido el prepucio, eran considerados una señal de belleza, cortesía y masculinidad en todo el mundo grecorromano. Era costumbre pasar una hora al día haciendo ejercicio al desnudo en el gimnasio y en los baños romanos; muchos judíos no querían que se viera en público que no tenían prepucio, pues en tales sitios se discutían asuntos de negocios y de política. Exponer el glande en público era considerado indecente, vulgar y como una señal de excitación y deseo sexual. En la cultura clásica, helenística y romana, se consideraba en general que la circuncisión era una práctica bárbara, cruel y de naturaleza absolutamente repulsiva. Los escritores religiosos judíos denunciaron en 1 Macabeos y en el Talmud que estas prácticas abrogaban el pacto de Abraham. Después de que el cristianismo y el judaísmo del Segundo Templo se separaran el uno del otro, escritores cristianos como Pablo de Tarso y posteriormente en el Concilio de Jerusalén declararon a la Miláh espiritualmente innecesaria, mientras que su importancia aumentó aún más para los judíos.
La ceremonia del Berit Milá se lleva a cabo temprano en la mañana del octavo día de vida del bebé, y salvo peligro para el recién nacido, no se posterga ni aun por caer en shabat o Yom Kipur. Es uno de los preceptos de la halajá más arraigados entre los judíos, cumplido tanto por observantes como seculares.

Banìm B 30. Todo aquel que nace circunciso tiene claramente una imaginación buena y plena

La tradición cuenta que Adán y Moisés nacieron ya circuncidados; y que así ocurrirá también con el mesías. 
En aquellos casos en que el niño haya nacido sin su prepucio, o se convierta al judaísmo una persona ya circuncidada, lo que se hace es realizar un pequeño pinchazo, para que fluya una gota de sangre, con lo cual se considera cumplido el precepto. Esto debe ser realizado también por un mohel.
En el Talmud aparece la norma de que si el tío materno del neonato falleció por hemorragia durante su circuncisión, este queda exento de someterse al rito. Esto se debería a la transmisión posible por vía materna de la tendencia a la hemofilia.
Entre los cristianos el Año Nuevo es la celebración de la circuncisión de Jesús. Esto quiere decir que todos los 1 de enero son la celebración de este evento en su octavo día de vida. Cabe mencionar que esta celebración es independiente de la celebración de año nuevo, ya que esta se estableció en el año 350 con el papa Julio I.
Fundado a principios de la década de 1960 por el rabino Sherwin Wine, el judaísmo humanista siempre ha rechazado la necesidad de la circuncisión. En cierto sentido, un Brit Shalom no es más que una ceremonia de nombramiento de un bebé judío que no es circuncidado. Desde la segunda mitad del siglo XX hasta hoy, el Dr. Mark D. Reiss, radiólogo jubilado y miembro activo de su congregación conservadora, se sintió obligado a ayudar a las familias judías que buscaban alternativas a la circuncisión, siendo el primer gran defensor de una muy extendida y renovada ceremonia religiosa, popularizándose desde entonces entre individuos y colectividades de la gran Comunidad Judía Mundial y no sólo entre las congregaciones más liberales.

## Mohel
El Mohel (en hebreo: מוהל, en plural: mohelim) es el que lleva a cabo el Brit Milá, según la tradición judía, es decir, la circuncisión ritual de un bebé en el octavo día después de su nacimiento. En el judaísmo moderno, la circuncisión es realizada por un mohel, un especialista con un conocimiento profundo del procedimiento y ritual del mandamiento de la circuncisión. La mayoría de padres judíos prefieren contratar a un mohel para circuncidar a sus hijos. Hay una costumbre para el mohel, que consiste en hacer su primera circuncisión con su propio hijo, si es posible, bajo la dirección de su maestro.